# 東方巨人大廈
東方巨人大廈，為台灣台南市的高層集合住商混合大樓，位於長榮路與府連東路口，緊鄰林森路三角公園。該大樓為台南少見的大坪數住商混合集合住宅，低樓層為商場，高樓層為住宅。

## 商業

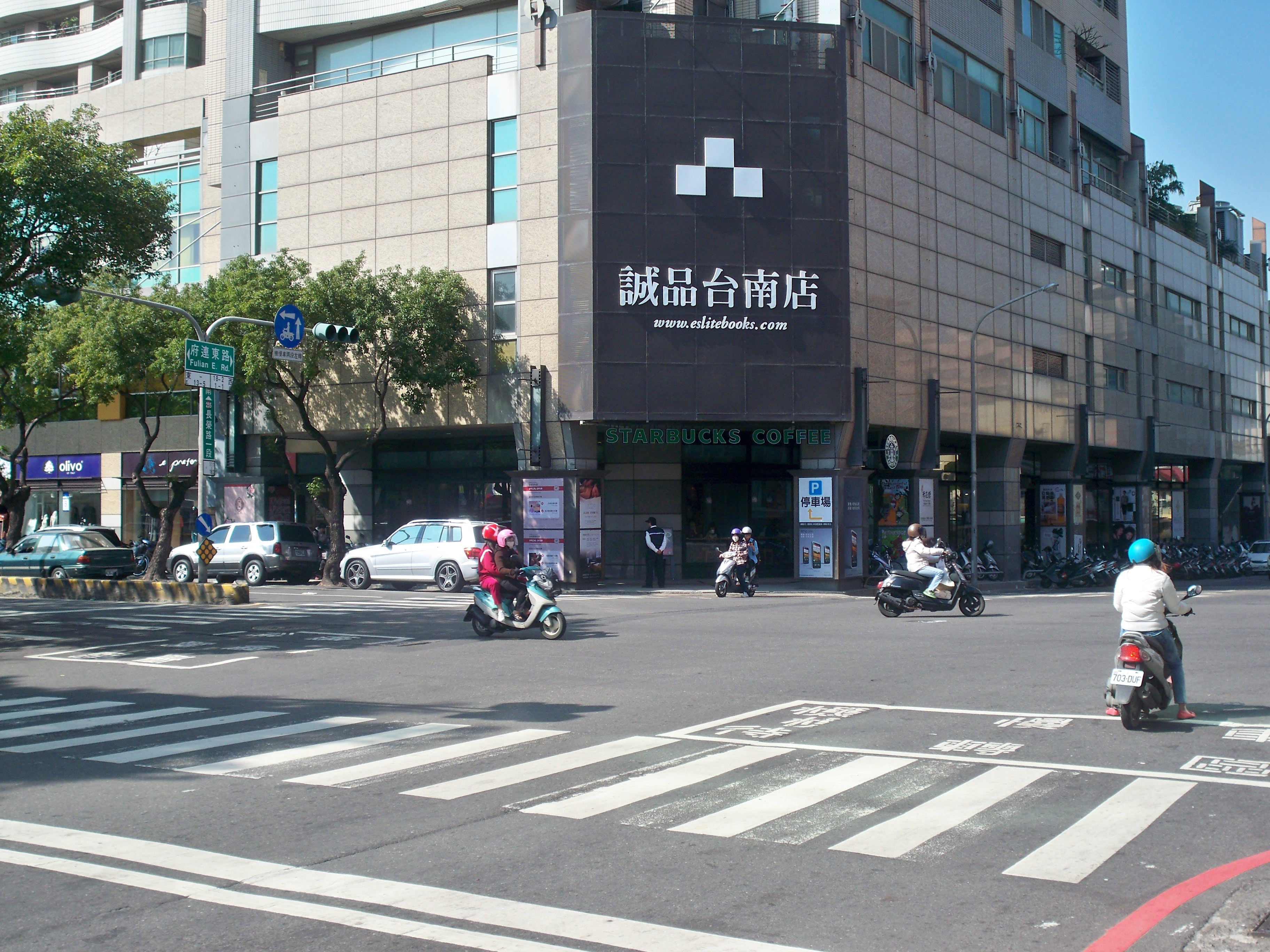
誠品台南店時期（1998年11月~2013年4月）

大廈臨道路的低樓層區域，作為商業空間使用，名為東方巨人商場。
創立於臺北仁愛圓環的誠品書店，其董事長吳清友希望在故鄉台南找到能夠發揮的商業空間作為臺南的第一家分店，住戶定位為高收入且注重生活環境者、位於臺南市文教區的東方巨人大廈，其區位與誠品書店客群定位相近，因此誠品台南店於1998年11月進駐東方巨人大樓開業。2004年，星巴克咖啡開幕。
2013年初，由於鴻海集團旗下賽博數碼有意於此開設CYBER PLALA商場，並願出高價拿下東方巨人商場租約，預計4月進場改裝並於7月開幕，因此誠品台南店於2013年4月租約到期結束營業後遷至德安百貨1至3樓。之後傳出鴻海陸續結束台灣賽博數碼的實體店，有意改朝電子商務發展，故該商場經營權後由傑昇股份有限公司取得，並於2013年8月開設樂尚生活（Les Champs），後於2014年12月結束營業；同年，世界健身俱樂部於3樓開幕。2024年8月31日，星巴克咖啡結束營業。

## 建築

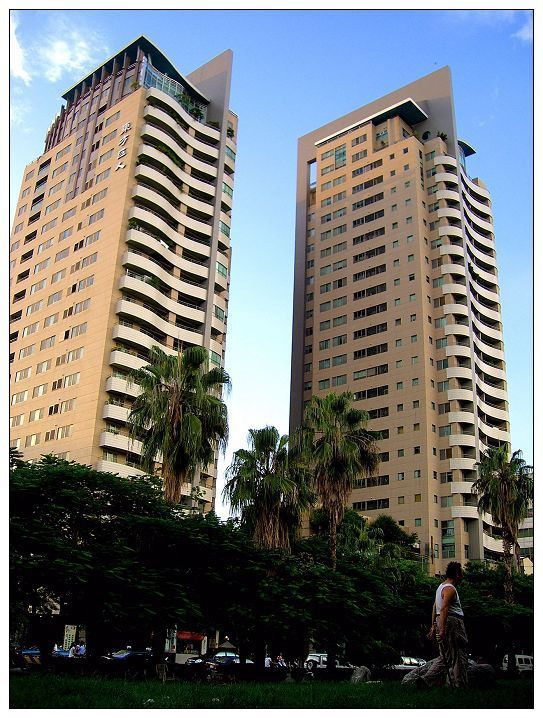
林森路三角公園拍攝

東方巨人大廈高25層，佔地2,650平方米，建築面積55,010平方米，鋼筋混凝土結構。平面為三幢不同高度的塔型建物，其中兩幢分別坐落於面臨道路的兩角，而第三幢主要的塔則位於兩幢建物之後方中央，以「品」字型配置三幢大樓位於基地內的位置。
大樓的商場樓層外牆使用石材帷幕，住宅樓層使用二丁掛褐色磚。頂層應用突出的露柱與波浪型的陽台製造強烈的立面造型。由正面看建築群，三座大樓前後配置，流線型屋頂與高層的大面積弧形玻璃帷幕，營造出精緻的天際線。低樓層空間設計為商場空間，住宅空間退縮至後棟，再依樓層的增加而遞減商業面積。社區庭園為立體緩坡，由地面層延伸到四樓，視覺上與對面道路的林森三角公園有延續感，強調住戶中庭與商場互不干擾。